# 中村伸
中村 伸（なかむら しん、1974年5月6日 - ）は、大阪府出身の元プロサッカー選手(MF)、サッカー指導者。

## 来歴

### 選手時代
交野FC、東海大学付属仰星高等学校、同志社大学出身。

#### サガン鳥栖
1997年、当時旧JFL所属のサガン鳥栖へ入団する。サガン鳥栖は鳥栖フューチャーズを解散後この年から新しく編成されたチームであり、中村はその中で中心選手として活躍した。1999年、旧JFLは新しくJFLとJリーグ ディビジョン2に再編、鳥栖はJ2初期メンバーとなる。引き続き中心選手として活躍、同年3月21日J2第2節対ヴァンフォーレ甲府戦では自身Jリーグ初ゴールを記録しサガン鳥栖としてのJリーグ初勝利に貢献した。

#### ベガルタ仙台
2001年、当時J2のベガルタ仙台へ移籍すると、同年度末のJリーグ ディビジョン1昇格に貢献した。2002年末をもって現役引退。

### 指導者時代

#### ベガルタ仙台
2003年、ベガルタ仙台の育成組織のコーチに就任し、2009年からはジュニアユース監督、2012年から手倉森誠率いるトップチームコーチとして活躍、2013年末の手倉森退任とともに仙台を退団する。

#### サンフレッチェ広島
2014年、仙台時代のチームメイトであった森保一率いるサンフレッチェ広島トップチームコーチに就任した。
2018年、サンフレッチェ広島トップチームヘッドコーチに就任。
2020年、サンフレッチェ広島アカデミーコーチ兼日本サッカー協会ナショナルトレセンコーチ中国支部 に就任。

#### サンフレッチェ広島レジーナ
2021年からWEリーグに参戦するサンフレッチェ広島レジーナの初代監督に就任した。2023/24年シーズンのWEリーグカップにてアルビレックス新潟レディースを破り、チーム初の優勝に貢献した。
2024年5月21日、監督を退任した。

#### サンフレッチェ広島
2024年5月27日、サンフレッチェ広島のトップチームコーチに就任することが発表された。

## 所属クラブ
- 交野FC
- 東海大仰星高等学校
- 同志社大学
- 1997年 - 2000年 サガン鳥栖
- 2001年 - 2002年 ベガルタ仙台

## 個人成績
| 国内大会個人成績 | 国内大会個人成績 | 国内大会個人成績 | 国内大会個人成績 | 国内大会個人成績 | 国内大会個人成績 | 国内大会個人成績 | 国内大会個人成績 | 国内大会個人成績 | 国内大会個人成績 | 国内大会個人成績 | 国内大会個人成績 |
| 年度             | クラブ           | 背番号           | リーグ           | リーグ戦         | リーグ戦         | リーグ杯         | リーグ杯         | オープン杯       | オープン杯       | 期間通算         | 期間通算         |
| 年度             | クラブ           | 背番号           | リーグ           | 出場             | 得点             | 出場             | 得点             | 出場             | 得点             | 出場             | 得点             |
| 日本             | 日本             | 日本             | 日本             | リーグ戦         | リーグ戦         | リーグ杯         | リーグ杯         | 天皇杯           | 天皇杯           | 期間通算         | 期間通算         |
| ---------------- | ---------------- | ---------------- | ---------------- | ---------------- | ---------------- | ---------------- | ---------------- | ---------------- | ---------------- | ---------------- | ---------------- |
| 1993             | 同大             |                  | -                | -                | -                | -                | -                | 1                | 0                | 1                | 0                |
| 1996             | 同大             |                  | -                | -                | -                | -                | -                | 1                | 0                | 1                | 0                |
| 1997             | 鳥栖             | 15               | 旧JFL            | 29               | 6                | 2                | 0                | 3                | 0                | 34               | 6                |
| 1998             | 鳥栖             | 15               | 旧JFL            | 29               | 3                | -                | -                | 3                | 1                | 32               | 4                |
| 1999             | 鳥栖             | 10               | J2               | 33               | 5                | 1                | 0                | 3                | 0                | 37               | 5                |
| 2000             | 鳥栖             | 10               | J2               | 27               | 0                | 1                | 0                | 2                | 1                | 30               | 1                |
| 2001             | 仙台             | 23               | J2               | 42               | 2                | 2                | 0                | 2                | 0                | 46               | 2                |
| 2002             | 仙台             | 23               | J1               | 3                | 0                | 0                | 0                | 0                | 0                | 3                | 0                |
| 通算             | 日本             | 日本             | J1               | 3                | 0                | 0                | 0                | 0                | 0                | 0                | 0                |
| 通算             | 日本             | 日本             | J2               | 102              | 7                | 4                | 0                | 7                | 1                | 113              | 8                |
| 通算             | 日本             | 日本             | 旧JFL            | 58               | 9                | 2                | 0                | 6                | 1                | 66               | 10               |
| 通算             | 日本             | 日本             | 他               | -                | -                | -                | -                | 2                | 0                | 0                | 0                |
| 総通算           | 総通算           | 総通算           | 総通算           | 163              | 16               | 6                | 0                | 15               | 2                | 184              | 18               |

- Jリーグ(J1)初出場：2002年7月20日 対清水エスパルス戦（日本平）
- Jリーグ(J2)初出場：1999年3月14日 対FC東京戦（西が丘）
- Jリーグ(J2)初得点：1999年3月21日 対ヴァンフォーレ甲府戦（鳥栖）

## 指導歴
- 2003年 - 2013年 ベガルタ仙台
  - 2003年 - 2006年 ユース コーチ
  - 2007年 - 2008年 ジュニアユース コーチ
  - 2009年 - 2011年 ジュニアユース 監督
  - 2012年 - 2013年 トップチーム コーチ
- 2014年 - サンフレッチェ広島
  - 2014年 - 2019年 トップチーム コーチ
  - 2020年 アカデミー コーチ兼日本サッカー協会ナショナルトレセンコーチ中国支部
  - 2021年 - 2024年5月 レジーナ 監督
  - 2024年5月 - トップチーム コーチ

## タイトル

### 監督時代
サンフレッチェ広島レジーナ
- WEリーグカップ：1回 (2023年)